# ستيفانو كولانتونو
ستيفانو كولانتونو (بالإيطالية: Stefano Colantuono)‏ (23 أكتوبر 1962 بروما في إيطاليا - ) هو مدرب كرة قدم ولاعب كرة الصالات ‏ ولاعب كرة قدم إيطالي في مركز libéro ‏. لعب مع نادي أسكولي ونادي أفيلينو ونادي بيزا ونادي ترنانا ونادي روما ونادي فروسينوني ونادي كومو وAS Roma Futsal ‏ وسستريسي كالسيو  1919 ‏ وايه إس دي سامبينديتيس كالتشيو ‏ وFermana FC ‏ ونادي أريتسو و وايه سي ماكراتيسي.

## وصلات خارجية
- ستيفانو كولانتونو على موقع قاعدة بيانات كرة القدم.إي يو (الإنجليزية)
- ستيفانو كولانتونو على موقع عالم كرة القدم.نت (الإنجليزية)